# Orden al Mérito Deportivo (Uruguay)
La Orden al Mérito Deportivo es una condecoración pública de Uruguay creada en 1997 cuyo propósito es distinguir a aquellas personalidades que con su trayectoria o méritos relevantes a nivel nacional o internacional en el área deportiva, beneficien al país en la actividad deportiva y también para distinguir a aquellas personas que por su intervención en convenios, actos, tratados y organizaciones internacionales favorezcan al país en materia deportiva. 

## Historia
Esta distinción fue creada con la promulgación del decreto del Poder Ejecutivo n.° 148/997 del 7 de mayo de 1997, nacido a partir de la propuesta de la Comisión Nacional de Educación Física de crear una condecoración para otorgarla a quienes por su intervención beneficiaren la actividad deportiva nacional y para reconocer a deportistas destacados por sus méritos o su trayectoria a nivel nacional o internacional.

## Características
Se trata de una medalla de plata 925 en forma de estrella, con sus cuatro puntas bordeadas de filigrana bañada en oro, con una circunferencia de plata maciza encajada. En el reverso de la medalla lleva una chapa de plata con una inscripción grabada con un texto en forma circular que dice «Orden al Mérito Deportivo», y debajo «C.N.E.F. a nombre del condecorado. Montevideo - Uruguay». En la punta superior de la estrella de oro lleva un portabanderas rectangular de plata, en donde se inserta una cinta con los colores de la Bandera de Uruguay, hecha de resina de poliéster pulida.

## Otorgamiento
Se otorga a personas que en virtud de su trayectoria deportiva, sus logros obtenidos en el deporte, o por sus acciones en beneficio del deporte, a nivel nacional o internacional, se hagan merecedores de ser distinguidos con esta condecoración. También pueden recibirla aquellas personas que por su participación en la celebración de actos, tratados u organizaciones internacionales, hayan logrado crear un beneficio para el país en materia deportiva.
La Orden al Mérito Deportivo es otorgada por el presidente de la República actuando en acuerdo con el ministro de Educación y Cultura (o cuando existió, el Ministerio de Deporte y Juventud) y, en su caso, también en conjunto con el ministro de Relaciones Exteriores, a propuesta de la Comisión Nacional de Educación Física.

## Galardonados
| Beneficiario                                          | Motivo | Resolución | Fecha      | Ref.        |
| ----------------------------------------------------- | --- | ---------- | ---------- | ----------- |
| Rafael Cortés Elvira                                  | ? | ?          | ?          | [ 3 ]       |
| Wo Shaozu                                             | ? | ?          | ?          | [ 3 ]       |
| Pedro Martín Marín                                    | ? | ?          | ?          | [ 3 ]       |
| Hugo Porta                                            | Por su trayectoria como capitán de la Selección Argentina de Rugby y por su visita a Uruguay en su rol de Secretario de Deportes de la Nación Argentina para suscribir un convenio entre Argentina y Uruguay de cooperación deportiva favorable para la formación de técnicos y deportistas uruguayos. | 786/997    | 19/8/1997  | [ 4 ]       |
| Gustavo Trelles                                       | Por su trayectoria deportiva en rally y las hasta ese momento dos copas mundiales obtenidas en el Campeonato Mundial de Rally de Automóviles de Producción (actualmente WRC 3). | 1164/997   | 11/11/1997 | [ 5 ]       |
| Julio Riutort                                         | ? | ?          | ?          | [ 3 ]       |
| Milton Wynants                                        | Por su trayectoria deportiva en el ciclismo y la obtención de la medalla de plata por la disciplina de ciclismo en pista masculino en carrera por puntos en los Juegos Olímpicos de Sídney 2000. | 1119/000   | 28/9/2000  | [ 3 ]       |
| Selección de fútbol sub-20 de Uruguay y su delegación | Por su consagración como campeones del mundo de fútbol masculino en la categoría sub-20 en la Copa Mundial de Fútbol Sub-20 de 2023 celebrada en Argentina. | s/n/023    | 16/6/2023  | [ 2 ] [ 6 ] |

1. 1 2 3 4  Esta acción condecoratoria sólo se conoce indirectamente por su mención en la Resolución n.° 1119/000, sin embargo, no se conoce la resolución por la que se dispuso su realización ni el motivo. En cualquiera de estos casos, se trataban de autoridades de organismos públicos extranjeros en materia deportiva de España, China y Chile, en sus respectivos casos.